# Юрий Юрьевич Олелькович-Слуцкий
Юрий Юрьевич Олелькович (17 августа 1559 — 6 мая 1586) — удельный князь слуцкий (1578—1586). Потомок великого князя литовского Гедимина в IX колене и родственник польской королевской династии Ягеллонов.

## Биография
Представитель литовско-русского княжеского рода Олельковичей герба «Погоня». Старший сын князя Юрия Юрьевича Слуцкого (1531—1578) от брака с Катериной Тенчинской (ок. 1544—1592). Младшие братья — князья Александр (ум. 1591) и Семён (ум. 1593).
Юрий вместе с младшими братьями Александром и Семёном учился в европейских университетах.
По завещанию своего отца Юрий Юрьевич получил во владение Старый Слуцк с Верхним и Нижним замками, а также ряд населённых пунктов. В XVI веке Слуцкое княжество оставалось островком православия среди владений католических магнатов.
Будучи глубоко религиозным человеком, в 1580 году Юрий Юрьевич Олелькович начал собственноручно переписывать Евангелие. Другие мастера украсили книгу заставками, с которых начинаются главы, нарисовали заглавные буквы, изготовили деревянный, обтянутый бархатом переплет и металлический оклад, украшенный драгоценностями. В 1582 году изготовление Евангелия было закончено, и книга была подарена Свято-Троицкому мужскому монастырю вместе с настоятельским посохом и серебряным потиром.
6 мая 1586 года Юрий Юрьевич Олелькович скончался, его удельное княжество унаследовала единственная дочь София.

## Семья
В 1585 году женился на Барбаре Кишке (1570—1606), дочери воеводы подляшского Николая Кишки (ок. 1520—1587) и Барбары Ходкевич (ум. 1596). Дети:
- София Юрьевна Слуцкая (1 мая 1585 — 9 марта 1612), жена с 1 октября 1600 года каштеляна виленского, князя Януша Радзивилла (1579—1620).